# 276 f.Kr.

## Händelser

### Efter plats

#### Egypten
- Den egyptiske kungen Ptolemaios II:s första hustru, Arsinoe I (dotter till framlidne kung Lysimachos av Thrakien) anklagas, antagligen av Ptolemaios II:s syster (som också heter Arsinoe), för att planera att mörda Ptolemaios, som därvid förvisar henne. Arsinoe II gifter sig sedan med sin egen bror, vilket är vanligt i Egypten, men skandalöst för grekerna. Förledet "Filadelfoi" ("Broderälskande") läggs följaktligen till kung Ptolemaios II:s och drottning Arsinoe II:s namn. Den förra drottningen, Arsinoe I, förvisas till Koptos, en stad i Övre Egypten nära Wadi Hammamat, medan hennes rival adopterar hennes barn.
- Det första av de syriska krigen utbryter mellan den egyptiske kungen Ptolemaios II och den seleukidiske kejsaren Antiochos I Soter. Egyptierna invaderar norra Syrien, men Antiochos besegrar och tillbakaslår dem.

#### Sicilien
- Kung Pyrrhus förhandlar med karthagerna för att få slut på striderna mellan dem på Sicilien. Karthagerna är villiga att sluta fred med Pyrrhus, men han kräver att de skall överge hela Sicilien och göra Libyska sjön till gräns mellan sig själva och grekerna. Under tiden börjar han uppvisa despotiskt beteende mot de sicilianska grekerna och snart går den sicilianska opinionen emot honom. Syrakusaborna ber Pyrrhus att lämna Sicilien, då de fruktar att hans framgångar på ön skall stiga honom åt huvudet, så att han blir en verklig despot. Han går med på detta och återvänder till det italienska fastlandet, varvid han om Sicilien anmärker "Vilket vackert slagfält jag lämnar åt Rom och Karthago".

## Födda
- Eratosthenes, grekisk matematiker och astronom, även känd som Filologos ("Vetenskapsälskaren") (död 194 f.Kr.)